# Beerinnenburg

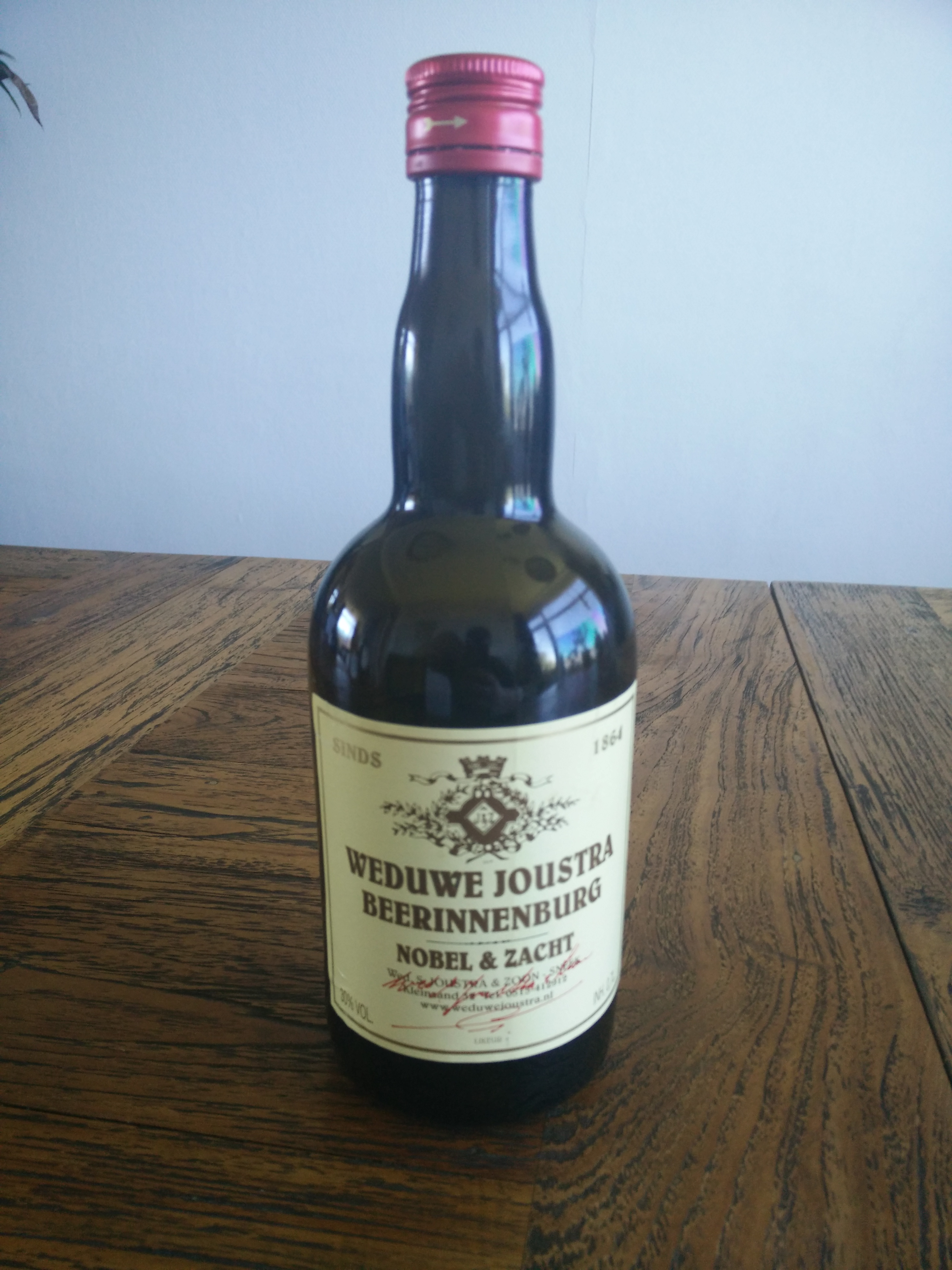
Beerinnenburg

Beerinnenburg is een halfzoete kruidenlikeur, geproduceerd door Weduwe Joustra beerenburgdistilleerderij uit het Friese Sneek. Beerinnenburg wordt gemaakt door aan de Beerenburg stroop en honing toe te voegen. Er wordt ook wel gezegd dat het 'Beerenburg voor dames' is, hoewel het overigens ook door veel heren wordt gedronken.